# بارك جي-هوو
بارك جي-هوو (هانغل: 박지후)؛ هي ممثلة كورية جنوبية، ولدت في 7 نوفمبر 2003 ، اشتهرت بأدوارها الرئيسية في فيلم بيت الطائر الطنان لعام 2018 وسلسلة نتفليكس الأصلية، كلنا أموات لعام 2022.

## فيلموغرافيا

### مسلسلات تلفزيونية
| عام  | العنوان        | العنوان الكوري   | الدور      | الشبكة       |
| ---- | -------------- | ---------------- | ---------- | ------------ |
| 2018 | الانتقام الحلو | 복수노트 2       | لي ها يان  | XtvN         |
| 2019 | عالم جميل      | 아름다운 세상    | جونغ دا هي | جاي تي بي سي |
| 2022 | كلنا أموات     | 지금 우리 학교는 | أوه جي     | نتفليكس      |
| 2022 | نساء صغيرات    | 작은 아씨들      | أوه إن هاي | تي في إن     |
| 2025 | ربيع الشباب    | 사계의 봄        | كيم بوم    | اس بي اس     |

## روابط خارجية
بارك جي-هو على موقع IMDb (الإنجليزية)
- بارك جي-هو على موقع ألو سيني (الفرنسية)
- بارك جي-هو على موقع ميوزك برينز (الإنجليزية)
- بارك جي-هو على موقع قاعدة بيانات الفيلم (الإنجليزية)
- بارك جي-هو على موقع كينوبويسك (الروسية)